# محوطه چگاولگ
محوطه چگاولگ مربوط به دوره تاریخی است و در شهرستان ایلام، بخش مرکزی، دهستان میش خاص، روستای بلیین واقع شده است. این اثر در تاریخ ۳۰ دی ۱۳۸۵ با شمارهٔ ثبت ۱۶۹۵۷ به عنوان یکی از آثار ملی ایران به ثبت رسیده است.